# Копьяно
Копьяно (итал. Copiano) — коммуна в Италии, располагается в регионе Ломбардия, в провинции Павия.
Население составляет 1628 человек (2008 г.), плотность населения составляет 407 чел./км². Занимает площадь 4 км². Почтовый индекс — 27010. Телефонный код — 0382.
В коммуне 14 сентября особо празднуется Воздвижение Креста Господня

## Демография
Динамика населения:

## Администрация коммуны
- Официальный сайт: